# Slovake.eu

Logo webových stránek Slovake.eu

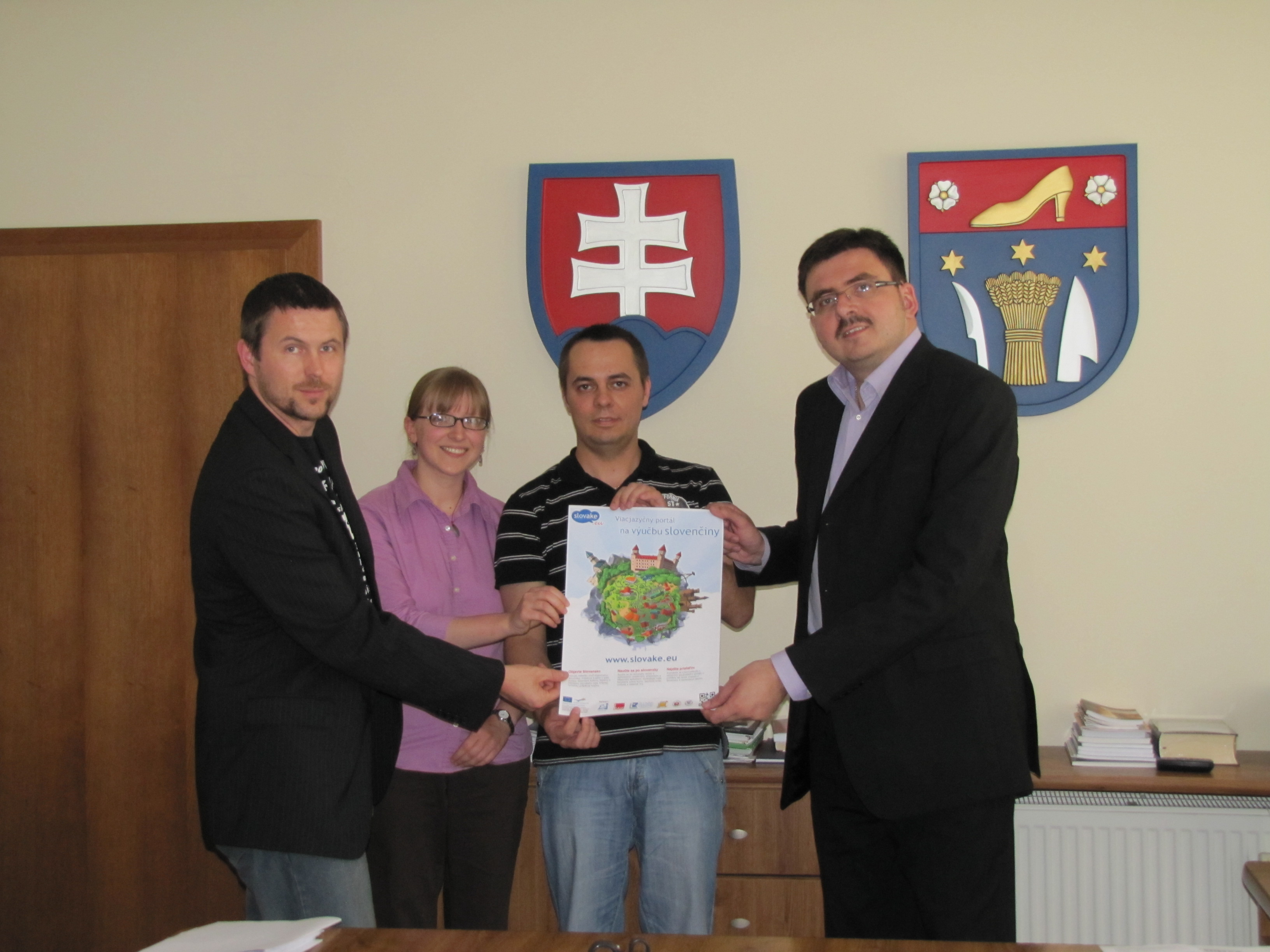
Členové týmu Slovake.eu při přijetí Jozefem Božikem, starostou města Partizánske, dne 9. srpna 2011.

Slovake.eu jsou webové stránky umožňující bezplatné studium slovenského jazyka prostřednictvím e-learningu. Nabízené jazykové kurzy různých úrovní (A1 a A2 evropského referenčního rámce) jsou rozděleny do tematicky zaměřených kapitol a doplněné audio- a videonahrávkami a cvičeními. Stránky dále obsahují přehled slovenské gramatiky a pravopisu, překladový slovník a jazykové hry. Poskytují také základní informace a zajímavosti o Slovensku a slovenštině, knihovnu textů a možnost komunikace mezi zaregistrovanými uživateli formou zasílání textových zpráv.
Cílovou skupinou stránek jsou cizinci žijící na území Slovenska, partneři ve smíšených manželstvích, obyvatelé pohraničních oblastí, Slováci žijící v zahraničí, slovakisté a slavisté, imigranti, studenti a turisté. V současné době existují v české, německé, anglické, esperantské, španělské, francouzské, maďarské, litevské, polské, ruské a slovenské verzi. Českou verzi kurzu připravilo Centrum jazykového vzdělávání Masarykovy univerzity při příležitosti 20. výročí rozpadu Československa v srpnu 2012.
Projekt, který je prvním svého druhu, vznikl na základě zkušeností získaných provozem stránek lernu! určených ke studiu jazyka esperanto a byl podpořen Evropskou komisí v rámci programu KA2 – languages – program celoživotního vzdělávání. Realizátorem projektu je organizace Edukace@Internet, partnery Jazykovědný ústav Ľudovíta Štúra Slovenské akademie věd (Slovensko), Studio GAUS (Německo), Univerzita ve Vilniusu (Litva), Akademie počítačové vědy, managementu a administrativy ve Varšavě (Polsko) a Slovenské centrum v Londýně (Velká Británie).